# Copa de Singapur 2022
La Copa de Singapur 2022 fue la 23.ª edición anual de la Copa de Singapur. Empezó el 27 de octubre y finalizó el 19 de noviembre, el campeón Hougang United recibió un cupo en la Copa AFC 2023-24.

## Formato
La Copa de Singapur comenzó el 27 de octubre de 2022 con una fase de grupos de dos grupos con cuatro equipos cada uno. Los equipos compitieron en dicha fase a una sola rueda. Los dos mejores equipos avanzaron a las semifinales y los ganadores de grupo se enfrentaron al equipo subcampeón del otro grupo. La final se jugó a partido único, también hubo un partido por el tercer puesto.

## Fase de grupos

### Grupo A
| Pos. | Equipo              | Pts. | PJ | G | E | P | GF | GC | Dif. | Clasificación |   | ALB | BAL | LCS | YLI |
| ---- | ------------------- | ---- | -- | - | - | - | -- | -- | ---- | ------------- | - | --- | --- | --- | --- |
| 1    | Albirex Niigata (S) | 9    | 3  | 3 | 0 | 0 | 7  | 1  | +6   | Fase final    |   | —   | 1–0 | —   | 4–0 |
| 2    | Balestier Khalsa    | 4    | 3  | 1 | 1 | 1 | 8  | 6  | +2   | Fase final    |   | —   | —   | —   | 5–2 |
| 3    | Lion City Sailors   | 2    | 3  | 0 | 2 | 1 | 5  | 6  | −1   |               |   | 1–2 | 3–3 | —   | —   |
| 4    | Young Lions         | 1    | 3  | 0 | 1 | 2 | 3  | 10 | −7   |               | — | —   | 1–1 | —   |     |

 Fuente: Flashscore
| \| Fecha \| Lugar \| Local \| Resultado \| Visitante \| \| -------------- \| ----------- \| ------------------- \| --------- \| ------------------- \| \| 27 de octubre \| Jurong East \| Albirex Niigata (S) \| 4 – 0 \| Young Lions \| \| 27 de octubre \| Jalan Besar \| Lion City Sailors \| 3 – 3 \| Balestier Khalsa \| \| 31 de octubre \| Jalan Besar \| Young Lions \| 1 – 1 \| Lion City Sailors \| \| 31 de octubre \| Jurong East \| Albirex Niigata (S) \| 1 – 0 \| Balestier Khalsa \| \| 5 de noviembre \| Toa Payoh \| Balestier Khalsa \| 5 – 2 \| Young Lions \| \| 5 de noviembre \| Jalan Besar \| Lion City Sailors \| 1 – 2 \| Albirex Niigata (S) \| |             |                     |           |                     |
| Fecha | Lugar       | Local               | Resultado | Visitante           |
| 27 de octubre | Jurong East | Albirex Niigata (S) | 4 – 0     | Young Lions         |
| 27 de octubre | Jalan Besar | Lion City Sailors   | 3 – 3     | Balestier Khalsa    |
| 31 de octubre | Jalan Besar | Young Lions         | 1 – 1     | Lion City Sailors   |
| 31 de octubre | Jurong East | Albirex Niigata (S) | 1 – 0     | Balestier Khalsa    |
| 5 de noviembre | Toa Payoh   | Balestier Khalsa    | 5 – 2     | Young Lions         |
| 5 de noviembre | Jalan Besar | Lion City Sailors   | 1 – 2     | Albirex Niigata (S) |

### Grupo B
| Pos. | Equipo                | Pts. | PJ | G | E | P | GF | GC | Dif. | Clasificación |     | TAM | HOU | TPU | GEY |
| ---- | --------------------- | ---- | -- | - | - | - | -- | -- | ---- | ------------- | --- | --- | --- | --- | --- |
| 1    | Tampines Rovers       | 6    | 3  | 2 | 0 | 1 | 7  | 4  | +3   | Fase final    |     | —   | —   | 4–1 | —   |
| 2    | Hougang United        | 6    | 3  | 2 | 0 | 1 | 6  | 4  | +2   | Fase final    |     | 1–0 | —   | —   | 4–1 |
| 3    | Tanjong Pagar United  | 6    | 3  | 2 | 0 | 1 | 6  | 6  | 0    |               |     | —   | 3–1 | —   | 2–1 |
| 4    | Geylang International | 0    | 3  | 0 | 0 | 3 | 4  | 9  | −5   |               | 2–3 | —   | —   | —   |     |

 Fuente: Flashscore
| \| Fecha \| Lugar \| Local \| Resultado \| Visitante \| \| -------------- \| ----------- \| --------------------- \| --------- \| --------------------- \| \| 28 de octubre \| Tampines \| Geylang International \| 2 – 3 \| Tampines Rovers \| \| 28 de octubre \| Jurong East \| Tanjong Pagar United \| 3 – 1 \| Hougang United \| \| 1 de noviembre \| Hougang \| Hougang United \| 4 – 1 \| Geylang International \| \| 1 de noviembre \| Tampines \| Tampines Rovers \| 4 – 1 \| Tanjong Pagar United \| \| 6 de noviembre \| Hougang \| Hougang United \| 1 – 0 \| Tampines Rovers \| \| 6 de noviembre \| Jurong East \| Tanjong Pagar United \| 2 – 1 \| Geylang International \| |             |                       |           |                       |
| Fecha | Lugar       | Local                 | Resultado | Visitante             |
| 28 de octubre | Tampines    | Geylang International | 2 – 3     | Tampines Rovers       |
| 28 de octubre | Jurong East | Tanjong Pagar United  | 3 – 1     | Hougang United        |
| 1 de noviembre | Hougang     | Hougang United        | 4 – 1     | Geylang International |
| 1 de noviembre | Tampines    | Tampines Rovers       | 4 – 1     | Tanjong Pagar United  |
| 6 de noviembre | Hougang     | Hougang United        | 1 – 0     | Tampines Rovers       |
| 6 de noviembre | Jurong East | Tanjong Pagar United  | 2 – 1     | Geylang International |

## Fase final

### Cuadro de desarrollo
|  | Semifinales          | Semifinales          | Semifinales          | Semifinales          | Semifinales          |   |                | Final           | Final           | Final           |  |
|  | 11 y 15 de noviembre | 11 y 15 de noviembre | 11 y 15 de noviembre | 11 y 15 de noviembre | 11 y 15 de noviembre |   |                | 19 de noviembre | 19 de noviembre | 19 de noviembre |  |
|  |                      |                      |                      |                      |                      |   |                |                 |                 |                 |  |
|  |                      |                      |                      |                      |                      |   |                |                 |                 |                 |  |
|  | Albirex Niigata (S)  | Albirex Niigata (S)  | 3                    | 2                    | 5                    |   |                |                 |                 |                 |  |
|  | Albirex Niigata (S)  | Albirex Niigata (S)  | 3                    | 2                    | 5                    |   |                |                 |                 |                 |  |
|  | Hougang United       | Hougang United       | 3                    | 4                    | 7                    |   |                |                 |                 |                 |  |
|  | Hougang United       | Hougang United       | 3                    | 4                    | 7                    |   | Hougang United | Hougang United  | 3               |                 |  |
|  |                      |                      |                      |                      |                      |   | Hougang United | Hougang United  | 3               |                 |  |
|  |                      |                      | Tampines Rovers      | Tampines Rovers      | 2                    |   |                |                 |                 |                 |  |
|  | Tampines Rovers      | Tampines Rovers      | Tampines Rovers      | Tampines Rovers      | 2                    | 8 | 1              | 9               |                 |                 |  |
|  | Tampines Rovers      | Tampines Rovers      |                      |                      |                      | 8 | 1              | 9               |                 |                 |  |
|  | Balestier Khalsa     | Balestier Khalsa     | 1                    | 0                    | 1                    |   |                |                 |                 |                 |  |
|  | Balestier Khalsa     | Balestier Khalsa     | 1                    | 0                    | 1                    |   |                |                 |                 |                 |  |
|  |                      |                      |                      |                      |                      |   |                |                 |                 |                 |  |

### Semifinales
| Ida; 11 de noviembre | Tampines Rovers                                                                        | 8 – 1   | Balestier Khalsa | Our Tampines Hub, Tampines    |                               |
| 19:45 (UTC+8)        | - Taufik 26' - Hanapi 27' - Kopitović 31', 71', 73' - Joel 52' - Mehmedović 78', 90+1' | Reporte | Goh 81'          | Árbitro(s): Shadiq Al-Hussain | Árbitro(s): Shadiq Al-Hussain |

| Vuelta; 15 de noviembre | Balestier Khalsa | 0 – 1 (Global 1 – 9) | Tampines Rovers   | Estadio Toa Payoh, Toa Payoh |                        |
| 19:45 (UTC+8)           |                  | Reporte              | Hairul 12' (a.g.) | Árbitro(s): Hilmi Fuad       | Árbitro(s): Hilmi Fuad |

| Ida; 11 de noviembre | Albirex Niigata (S)                 | 3 – 3   | Hougang United               | Estadio Jurong East, Jurong East |                             |
| 19:45 (UTC+8)        | - K. Kobayashi 3' - Tanaka 27', 38' | Reporte | - Sahil 7', 58' - Shawal 63' | Árbitro(s): Andrea Verolino      | Árbitro(s): Andrea Verolino |

| Vuelta; 15 de noviembre | Hougang United                                    | 4 – 2 (Global 7 – 5) | Albirex Niigata (S)     | Estadio Hougang, Hougang   |                            |
| 19:45 (UTC+8)           | - Shawal 26' - Bortoluzo 57', 74' - Krajcek 90+3' | Reporte              | - Fandi 77' - Lee 90+2' | Árbitro(s): Farhad Mohamed | Árbitro(s): Farhad Mohamed |

### Partido por el tercer puesto
| 18 de noviembre | Albirex Niigata (S)             | 3 – 2   | Balestier Khalsa          | Estadio Jalan Besar, Jalan Besar |                           |
| 19:45 (UTC+8)   | - Fandi 32', 39' - Kunimoto 61' | Reporte | - Goh 63' - Tanigushi 72' | Árbitro(s): Abirami Naidu        | Árbitro(s): Abirami Naidu |

### Final
La final se jugó el 19 de noviembre de 2022 en el estadio Jalan Besar.
| 19 de noviembre | Hougang United        | 3 – 2   | Tampines Rovers           | Estadio Jalan Besar, Jalan Besar                         |                                                          |
| 19:45 (UTC+8)   | Krajcek 17', 57', 79' | Reporte | - Taufik 39' - Najeeb 48' | Asistencia: 6000 espectadores Árbitro(s): Ahmad A'qashah | Asistencia: 6000 espectadores Árbitro(s): Ahmad A'qashah |

|                                    |
| Bandera de Singapur                |
| Campeón Hougang United 1.er título |